# Euphorbia cyparissias
Усколисна млечика (Euphorbia cyparissias) је вишегодишња, зељаста биљка из породице Euphorbiaceae. 

## Етимологија
Латинско име рода Euphorbia потиче од истоименог грчког лекара који је био лични лекар краља Мауританије Јуба II. Име врсте cyparissias на латинском значи чемпрес. 

## Опис
Усколисна млечика је вишегодишња, зељаста биљка висине од 15 до 50 центиметара, гола или понекад незнатно длакава, сиво зелена са пузећим кореном цилиндричне форме. Стабљике су усправљене, углавном многобројне, густо олистале, разгранате са доњим гранама које су стерилне. Листови су седећи, спирално и густо распоређени, дужине од 1 до 2.5 центиметара, ширине од 2 до 3 милиметра, уско линеарни, на гранама чак и врло узани од 0.1 до 0.5 милиметара, читавом дужином једнаке ширине, затупасти или кратко ушиљени (ушиљени на бочним гранама), са једним нервном, често искривљени. Прицветни листови су ромбични или срцасти, тупи, једнаке дужине и ширине, жути или често пурпурни. Терминална цваст полихазијум је 10 до 18-торадијална (пазушних цвасти има од 1 до 12). Цијацијум је дуг 3 милиметра са полумесечатим дворогим нектаријама, са кратким затупастим рошчићима. Плод је чаура, гола, дугачка 3 милиметра, са три бразде, истакнуто тачкаста. Семе је глатко, дугачко 2 милиметра, јајасте или округле форме. Семе се разноси мравима (мирмекофилија). Цвета у периоду од априла до јула. 

## Станиште
Расте на сунчаним и топлим, често сувим местима, у светлим шумама и жбуњацима, на ивица шума и пропланцима, по утринама, брдским сушним ливадама, на песку, на падинама, на умерено влажним ливадама и пашњацима. Простире се од низија па све до алпијског појаса. Преферира сува или добро навлажена земљишта која су осунчана. 

## Опште распрострањење
Расте на просторима читаве средње и јужне Европе, као и јужног дела Скандинавије, средње и јужне Русије, у Сибиру па све до Бајкалског језера. У Северној Америци представља алохтону врсту, док је на Балканском полуострву и у Србији широко распрострањена. 

## Фитохемија
Кад се биљка пресече она лучи бело, горко и врло љуто млеко које на кожи изазива запаљење и пликове. Семе је такође љуто и отровно, као и цела биљка по себи. Стока је не пасе. Отровност еуфорбије потиче од хемијски активног једињења еуфорбона. Некада се употребљавала као средство за пургирање и изазивање рана. Данас нема примену у медицини. У народу се и даље користи за спољашњу употребу - скидање брадавица, док се за унутрашње ефекте користи ретко (изазивање повраћања и чишћење). 